# Умео (женский футбольный клуб)
«Умео ИК» (швед. Umeå IK — Umeå Idrottsklubb) — шведский женский футбольный клуб из города Умео. Образован в 1917 году. Домашние матчи проводит на стадионе «Гамлиаваллен». Цвета клуба — чёрно-жёлтые. В настоящий момент выступает в Дамаллсвенскан. Является его семикратным победителем. Двукратный победитель и трёхкратный финалист Кубка УЕФА.

## Известные игроки
- Марта
- Элаина
- Мэлин Монстрём
- Ханна Юнгберг

## Достижения
- Дамаллсвенскан:

Победители (7): 2000, 2001, 2002, 2005, 2006, 2007, 2008
Серебро (3): 2003, 2004, 2009
Бронза: 1999
- Кубок Швеции:

Победители (4): 2001, 2002, 2003, 2007
Финалисты (5): 2004, 2005, 2006, 2008, 2009
- Победители Суперкубка Швеции (2): 2007, 2008
- Кубок УЕФА:

Победители (2): 2003, 2004
Финалисты (3): 2002, 2007, 2008